# Michael Dahl

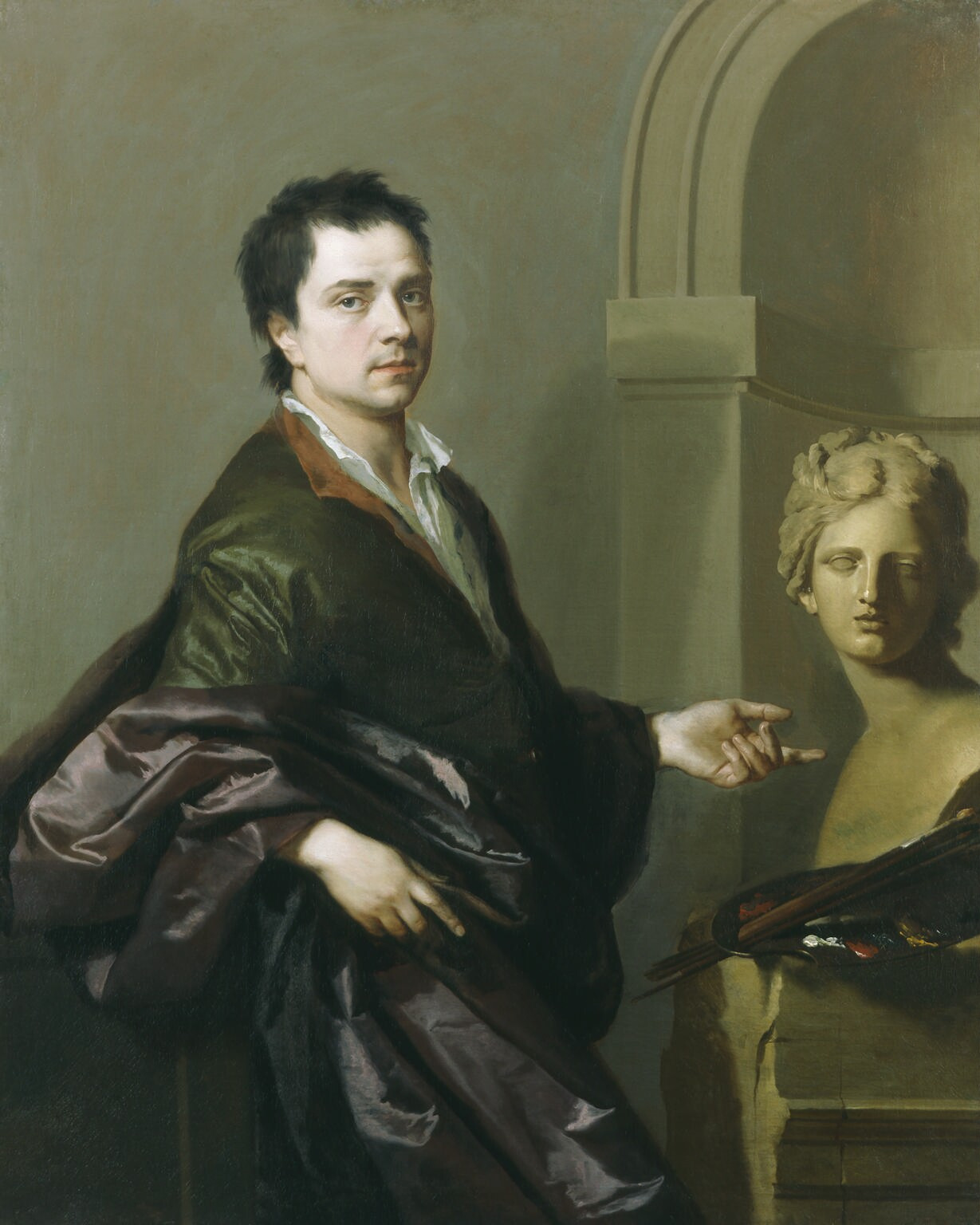
Michael Dahl. Selbstporträt.

Michael Dahl (* am 29. November um 1659 in Stockholm; † 20. Oktober 1743 in London) war ein schwedischer Porträt- und Hofmaler, der längere Zeit in britischen Diensten stand.

## Leben
Dahl war ein Sohn einer Katarina Dahl. Er erhielt seinen ersten Kunstunterrichter von dem Maler Martin Hannibal und wurde danach ein Schüler in der großen Malerwerkstatt von David Klöcker Ehrenstrahl. Er folgte 1678 zunächst einem englischen Kaufmann nach London. Von dort aus unternahm er eine längere Studienreise nach Paris und war um 1682 wieder in London, wo er sich für einige Zeit aufhielt. Zuvor hatte er in Antwerpen eine Ausstellung mit Gemälden Ehrenstrahls organisiert. In London und trat in die Dienste des Kupferstechers R. White, wechselte aber bald in das Atelier von Godfrey Kneller. Er fertigte ein Porträt des norwegischen Siegelschneiders Christian (oder Carl) Reisen, das sich später im Besitz seines Sohnes Charles (oder Carl) Christian Reisen (1679–15. Dezember 1725) befunden haben soll. Gemeinsam mit dem englischen Porträtmaler Henry Tilson (1659–1695) begab er sich auf eine Studienreise, die ihn über Paris, Venedig, Neapel bis nach Rom führte, wo er sich in den Jahren 1686 und 1887 aufhielt. In Rom, wo er 1687 zum Katholizismus konvertierte, entstanden mehrere Porträts, darunter eines der dort wohnenden schwedischen Königin Christina. Im März 1688 war er erneut in London, wo er sich eine Wohnung in Leicester Fields nahm. Er entwickelte sich schnell zu einem der erfolgreichsten Konkurrenten für den deutschstämmigen Kneller, welcher in dieser Zeit der populärste Maler in englischen Hofkreisen war. Besonderen Gönner waren hier Prinzessin Annet und ihren Gemahl, Prinz Georg von Dänemark sowie die Herzöge von Devonshire und Somerset. Er fertigte zahlreiche Bildnisse berühmter Männer aus Wissenschaft, Adel und Geistlichkeit. Den Höhepunkt seiner Berühmtheit erreichte er in den Jahren 1725 bis 1730. In England sind Dahls Gemälde unter anderem in der National Portrait Gallery zu sehen und in Schweden gibt es ein Porträt von Karl XII. auf Schloss Gripsholm.
Einige seiner Porträts wurden von anderen Künstlern gestochen. Er betätigte sich zudem als Historienmaler und stellte 1722 eine Susanna und die beiden Alten. In der englischen Literatur wurde sein Name in vielen Variationen wiedergegeben, so unter anderem als Dallh, Dale, Dane, Dol, Doli, Dole, Dole. Als eines von Dahls frühesten Porträts gilt das des Herzogs Friedrich von Schomberg (1689), das diesen in Ritterharnisch des Prinzen Georg von Dänemark zeigt, das noch den Einfluss seines Lehrers Ehrenstrahl erkennen lässt. Wenige Jahre später ging er zu den englischen Bildnismalern, hier insbesondere zu Kneller Stil über. Er hinterließ auch Zeichnungen, wobei diese, da sie keinerlei Signatur tragen, ihm nicht genau zuzuordnen sind. Er setzte sich zudem für die Förderung der Kunst ein und war Stifter der ersten englischen „Academy of Painting“ (auch „St. Luke’s Academy“), die am St. Lukas-Tag (18. Oktober 1711) gegründet wurde und in der Great Queen Street angesiedelt war. Er war zudem Mitglied im „The Bose and Crown Club“.
Dahl zählte einige, oftmals aus Schweden stammende Künstler, die sich damals in London aufhielten, zu seinen Schülern, darunter Hans Hysing und Lorenz Pasch d. Ä. Er bildete aber auch englische Maler wie Richard Collins und John Laroon aus. Er war in den letzten Lebensjahren erkrankt und konnte selbst nicht mehr malen. Er war auch Kunstsammler und besaß eine größere Anzahl flämischer, französischer und italienischer Zeichnungen und Stiche, die, nach seinem Tod, am 18. bis 20. Januar 1744 versteigert wurde. Zudem wurde seine Sammlung italienischer Gemälde am 9. und 10. Februar 1744, wie er es in seinem Testament bestimmt hatte, ebenfalls verkauft.

## Familie
Dahl starb in seinem Hause in der Beak Street am Golden Square und wurde auf dem Gemeindekirchhof bei St. James, Westminster, begraben. Er war zweimal verheiratet und hatte zwei Töchter und einen gleichnamigen Sohn:
- 1685 mit Anna Margareta (geborene von der Horst)
- um 1707 mit einer Engländerin
  - Michael Dahl, genannt der Jüngere (1708–† am 26. November 1741), der bei seinem Vater die Porträtmalerei erlernte, er wurde ebenfalls auf dem Gemeindekirchhof bei St. James, Westminster, begraben. Werke, die ihm zugeordnet werden können, sind kaum bekannt.

## Werke (Auswahl)
- Mehrere Bildnisse der Königin Anna (Porträts oder in ganzer Figur)
- Porträts berühmter Hofdamen (im Auftrag des Herzogs von Sommerse, für dessen sogenannten Beauty Room im Petworth House, Sussex)
  - darunter Rachel Russell, Herzogin von Devonshire; Lady Mary Somerset, Herzogin von Ormond; Jane Temple, Gräfin von Portland; Lady Anne Capel, Gräfin von Carlisle; Barbara Talbot, Lady Longueville; Mary Sawyer, Gräfin von Pembroke; Juliana Allington, Lady Howe.
- sieben Porträts bekannter Admirale, die zunächst zu Hampton Court ausgestellt waren und 1824 von Georg IV. dem Royal Naval Museum zu Greenwich übereignet wurden.
  - Sir Cloudesley Shovell, Basil Beaumont, Sir John Munden, Sir Thomas Hopson, Sir George Rooke, Sir William Whetstone, und Sir James Wishart.

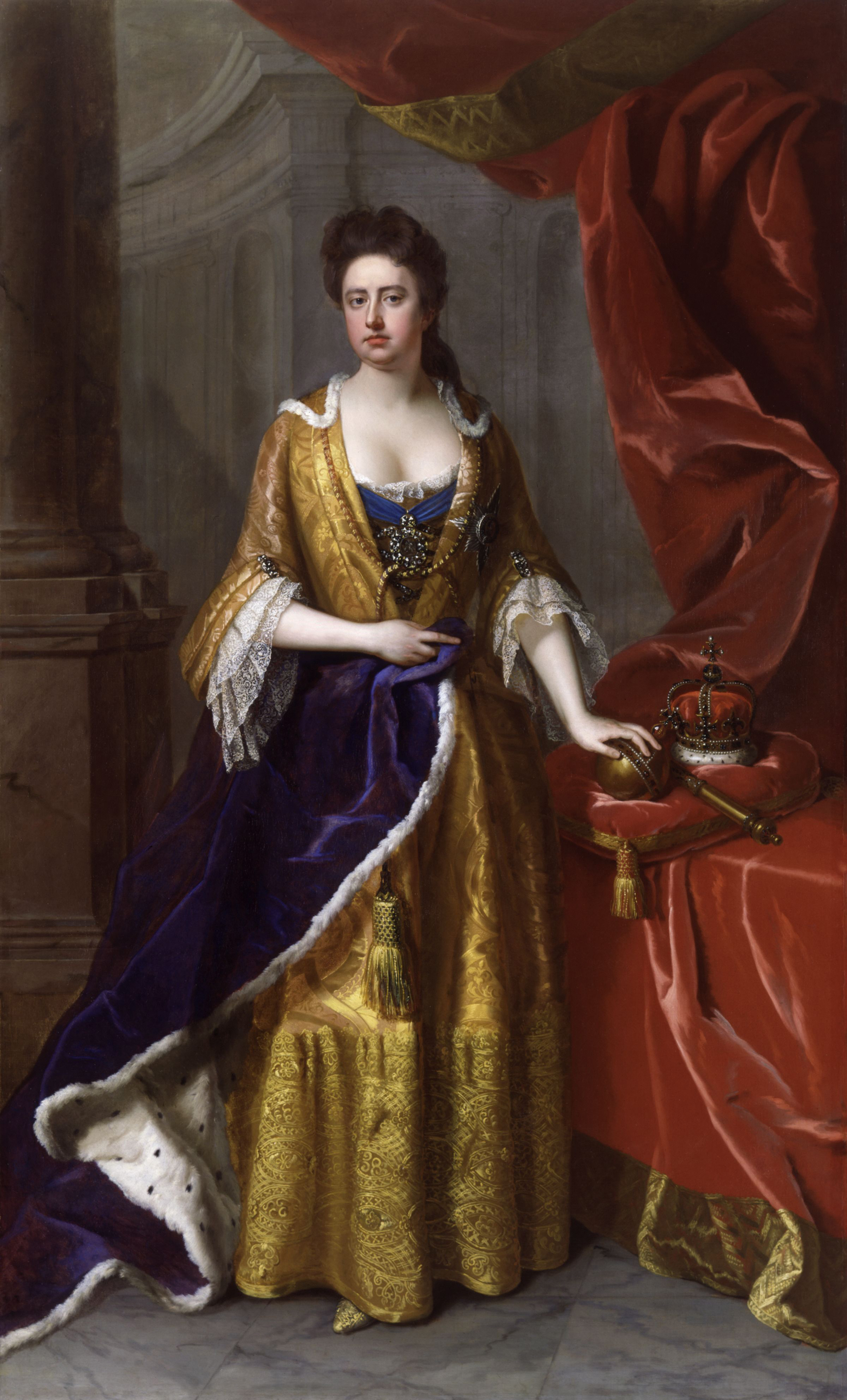
Queen Anne

Hofdamen
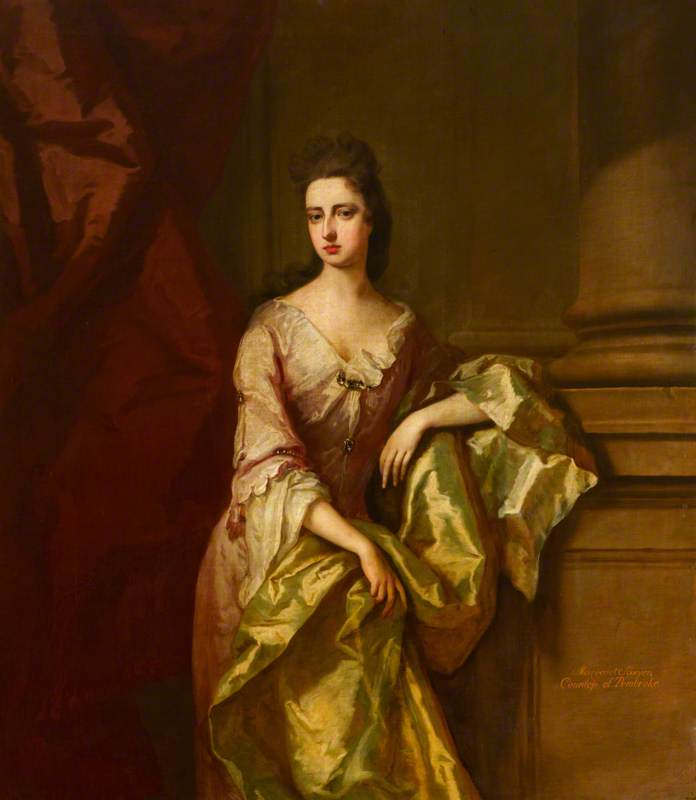
Margaret Sawyer
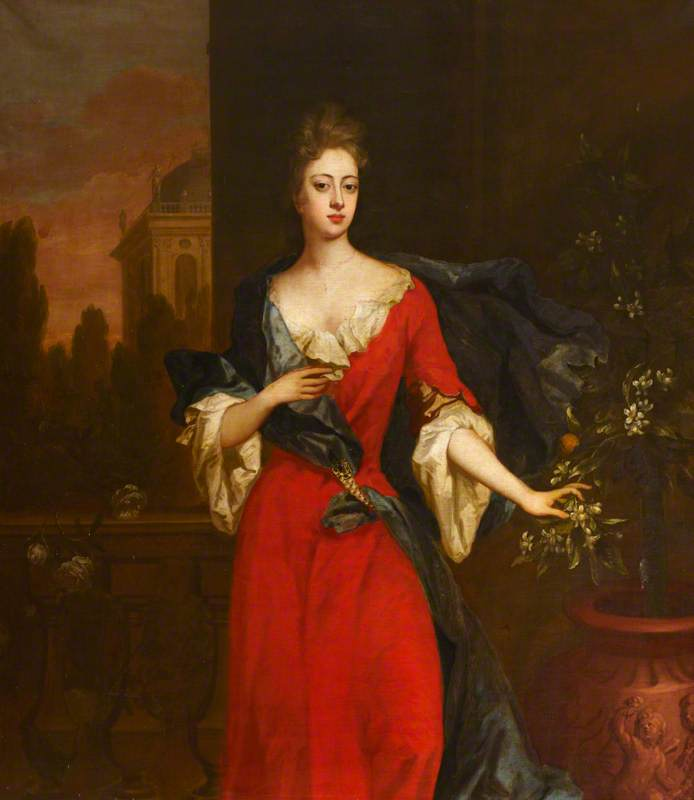
Anne de Vere Capel
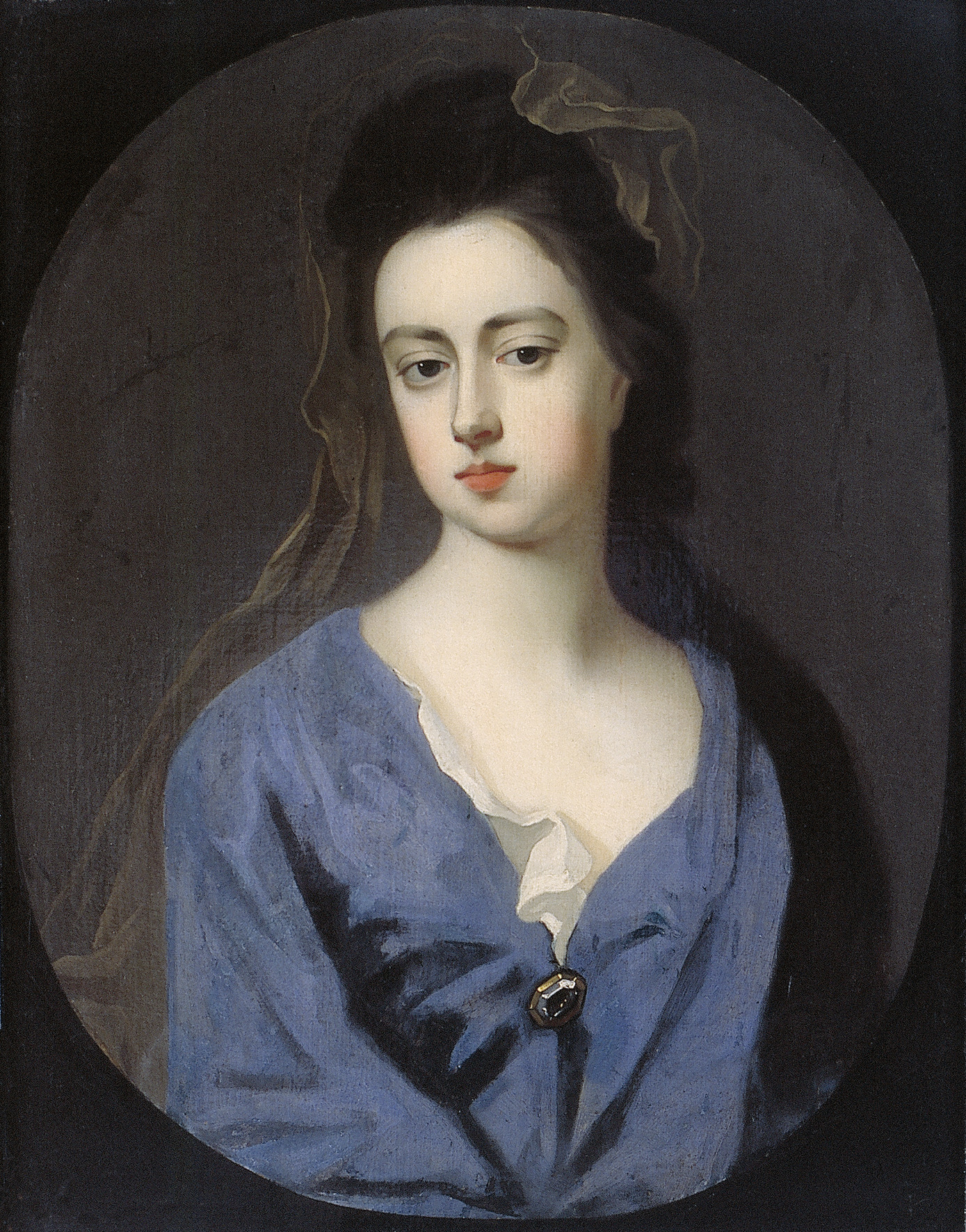
Mary Somerset
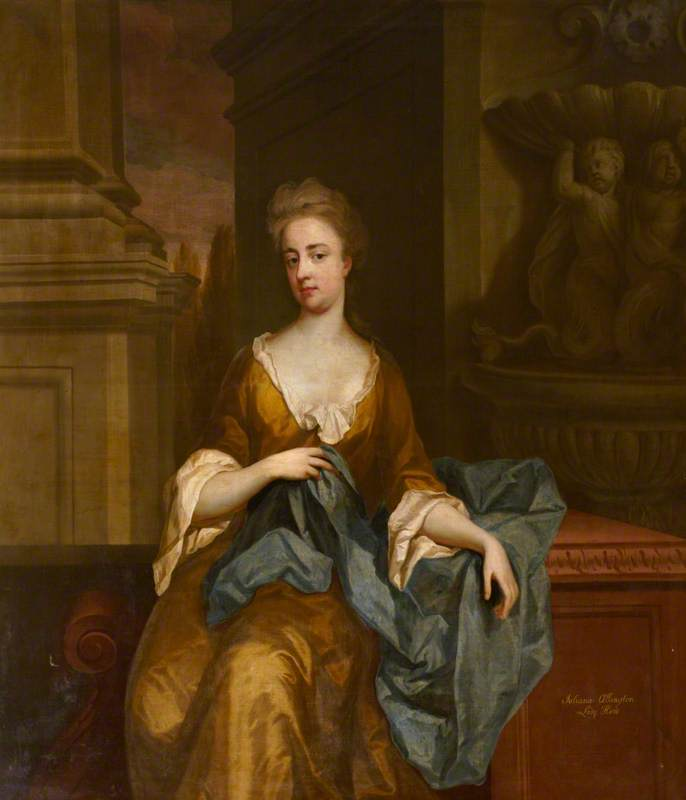
Juliana Alington

Admiräle
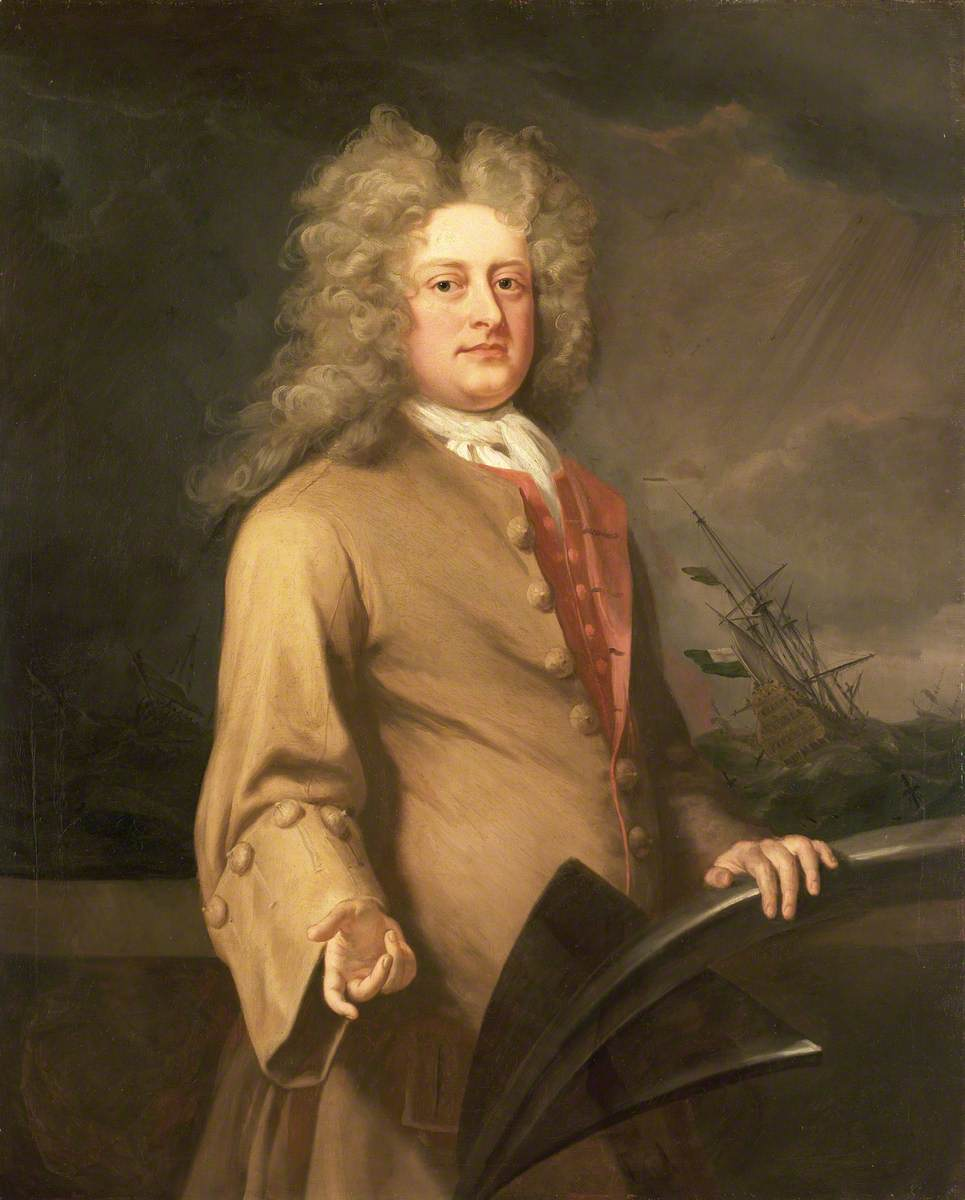
Basil Beaumont
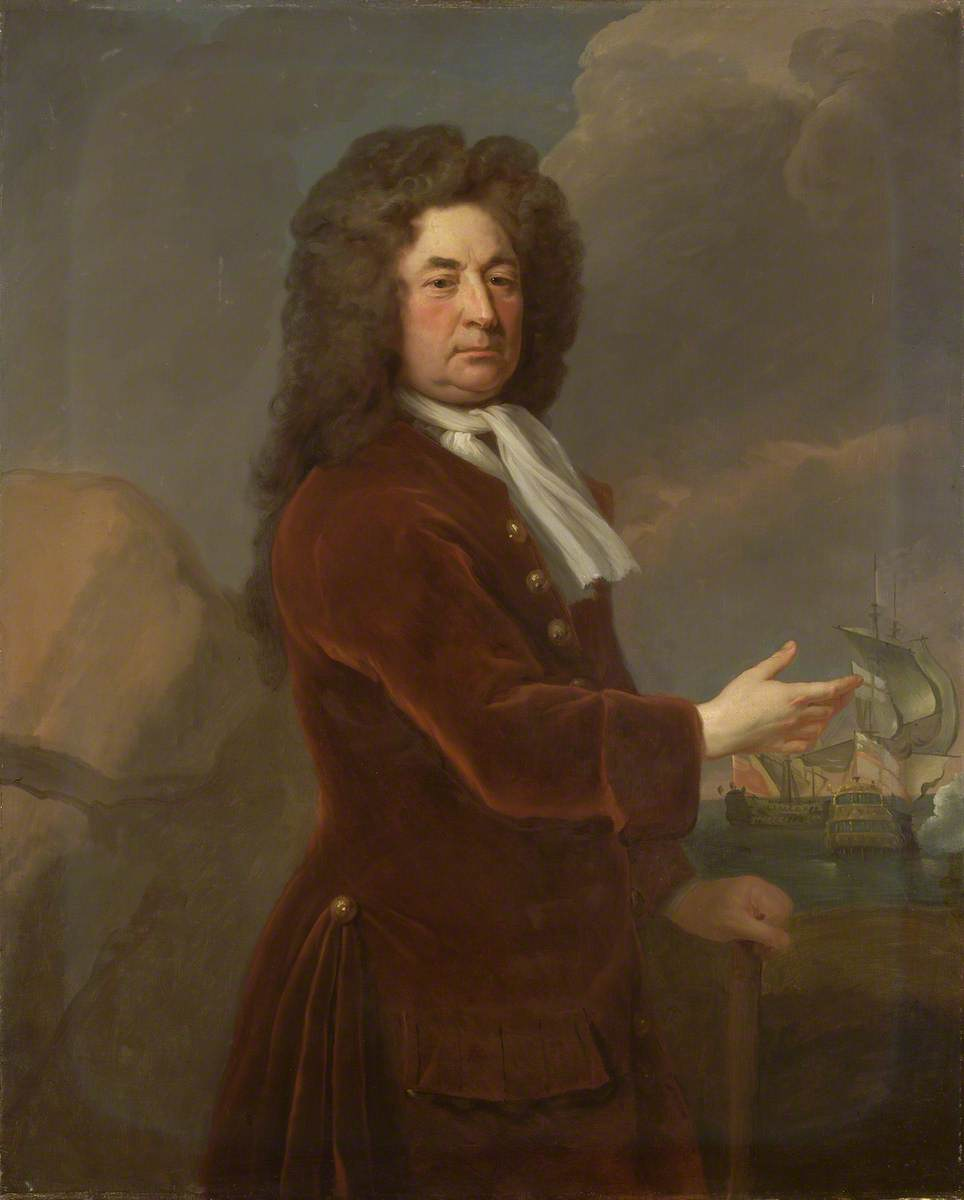
Sir William Whetstone
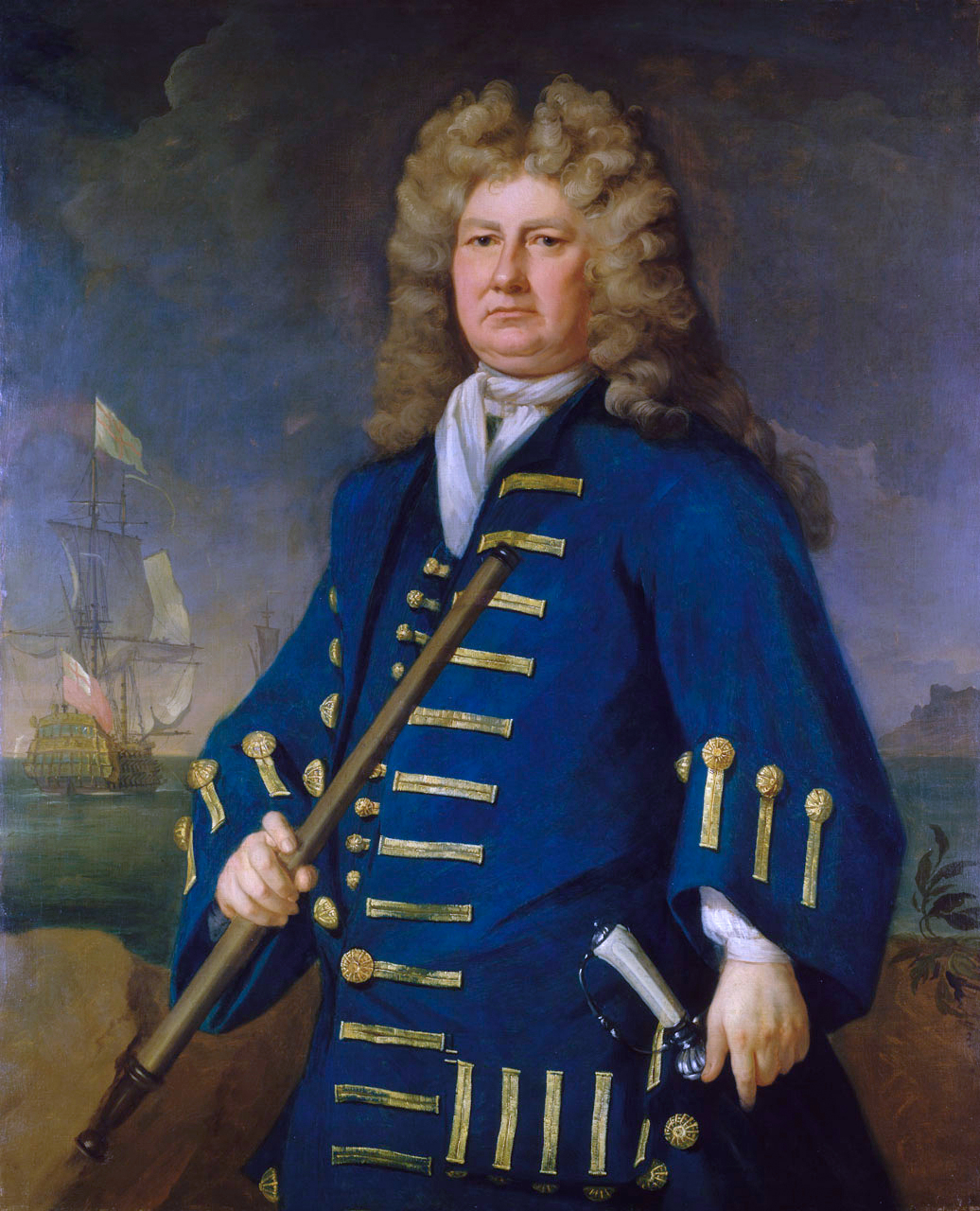
Sir Cloudesley Shovell
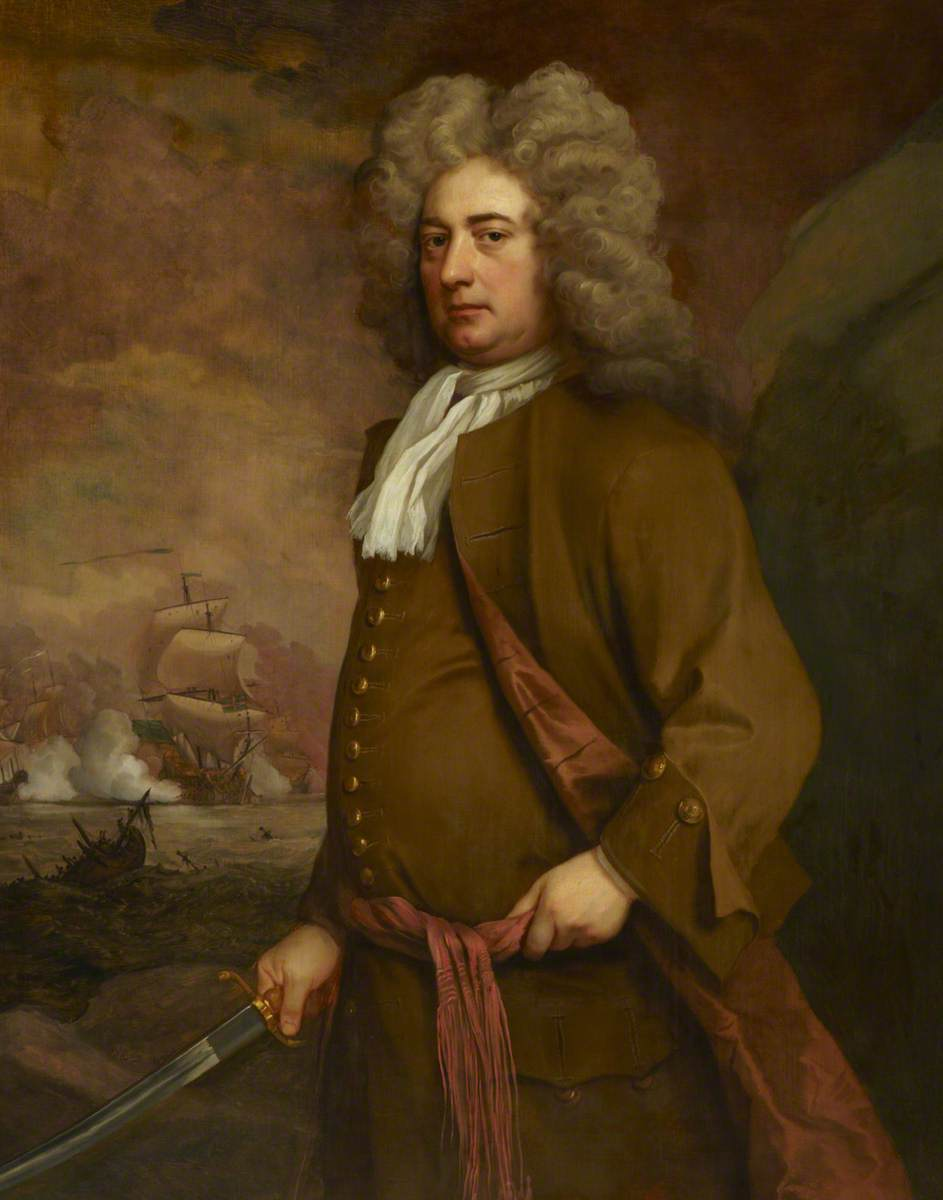
Sir James Wishart